# Campanula hissarica
Campanula hissarica är en klockväxtart som beskrevs av Rudolf V. Kamelin och M.R. Rassulova. Campanula hissarica ingår i släktet blåklockor, och familjen klockväxter.
Artens utbredningsområde är Tadzjikistan. Inga underarter finns listade i Catalogue of Life.